# Karl Henn
Karl Henn (* 18. Februar 1917 in Weinheim; † 31. August 2007) war ein deutscher Jurist.

## Leben
Henn trat 1949 in den Justizdienst beim Landgericht Heidelberg ein und war bereits kurz danach im Justizministerium Württemberg-Baden tätig. 1955 wurde er Oberlandesgerichtsrat in Karlsruhe. 1958 wechselte er in das Justizministerium Baden-Württemberg, wo er 1959 Ministerialrat und Leiter der Personalabteilung wurde. 1964 wurde er Ministerialdirigent.
Von 1964 bis 1974 war er Präsident des Oberlandesgerichts Stuttgart. Aufgrund seines Gesundheitszustands trat er 1974 vorzeitig in den Ruhestand.
Am 18. Juni 1970 wurde Henn mit 77 von 85 Stimmen vom Landtag von Baden-Württemberg zum Richter am Staatsgerichtshof für das Land Baden-Württemberg gewählt. Zugleich wurde er zum Ständigen Stellvertreter des Präsidenten gewählt. Er amtierte bis zu seinem Rücktritt am 13. November 1974. Zu seinem Nachfolger wurde Peter Rößler gewählt.